# 特定亚洲

以橙色显示的国家即为日本网民所称的“特定亚洲”

特定亚洲（日语：／ Tokutei Ajia */?），又称特亚（／ Toku A）或特亚三国，是日本网民对于与其相邻的其他三个东亚国家——中华人民共和国（简称中国，不包含该国宣称拥有主权，但未实际统治的台湾）、朝鲜民主主义人民共和国（简称朝鲜）以及大韩民国（简称韩国）的合称。由于历史认知问题以及领土争端等原因，不论是日本人对这三个国家的排斥情绪还是此三国国民的反日情绪都较其他国家和地区要高涨，其中朝鲜更直接将日本视为敌对国家，因此这一称呼也被认为具有一定的贬义色彩。
“特定亚洲”一词原本仅仅是出现在日本国内一些论坛或讨论区内的网络用语，但后来，部分新闻报导、书籍以及论文等也都出现了这一名词，而韩国的首尔新闻在2005年一篇关于日本反韩情绪的报道当中也提及到了该词。
目前并不能确认“特定亚洲”是否包含香港、澳门这两个中国的特别行政区。